# Psammophylax kellyi
Psammophylax kellyi — вид змій родини Lamprophiidae. Виокремлений у 2019 році з Psammophylax multisquamis.

## Назва
Вид названо на честь південноафриканського герпетолога Крістофера Келлі за його внесок у вивчення змій з родини Lamprophiidae.

## Поширення
Ендемік Танзанії. Поширений в околицях вулкану Меру в регіоні Аруша на півночі країни.